# Sambailo
Sambailo är en ort i Guinea.   Den ligger i prefekturen Koundara Prefecture och regionen Boke Region, i den nordvästra delen av landet, 300 km norr om huvudstaden Conakry. Sambailo ligger 81 meter över havet och antalet invånare är 15 479.
Terrängen runt Sambailo är huvudsakligen platt, men söderut är den kuperad. Runt Sambailo är det ganska glesbefolkat, med 22 invånare per kvadratkilometer. Sambailo är det största samhället i trakten. Omgivningarna runt Sambailo är huvudsakligen savann.